# 共同腱環
共同腱環（Common tendinous ring），又稱津氏環（annulus of Zinn）、環狀腱（annular tendon），是一個纖維組織環，位於眼眶底部入口處，環繞出眼球的視神經。它是眼外肌肉中四條直肌的共同起點。依照眶上裂（superior orbital fissure）通過的位置，可以將共同腱環分隔成兩區。上腱有上、內、外直肌附著，下腱則有下、外直肌附著。
鄰近共同腱環處，有環繞視神經的動脈，動脈形成管狀結構，稱為Zinn-Haller圈，又稱津氏圈（circle of Zinn）。
以下列出穿過共同腱環的構造，由上而下依序是：
- 動眼神經（CNIII）上支
- 鼻睫神經（英语：Nasociliary nerve）（眼神經的分支）
- 動眼神經（CNIII）下支
- 外旋神經（CNVI)
- 視神經（CNII）